# خوده (لهستان)
خوده (به لهستانی:  Chude) یک روستا در لهستان است که در گمینا شدوووو (استان لهستان بزرگ‌تر) واقع شده‌است. خوده ۲۲۰ نفر جمعیت دارد.